# Butalmapu
Se denominó butalmapu o fütalmapu (< mapudungun füta, 'gran', mapu, 'tierra, territorio') a cada una de las cuatro grandes confederaciones en las cuales el pueblo mapuche se organizaba en caso de guerra. Estas confederaciones correspondían a las cuatro grandes áreas geográficas habitadas por los mapuches en Chile, que coincidían con las principales identidades territoriales de la etnia: la costa (Lafkenmapu), los llanos de la depresión Intermedia (Lelfünmapu), la precordillera de los Andes (Inapiremapu) y la cordillera misma (Piremapu), habitada por los pehuenches. Cada butalmapu se componía de varios conglomerados menores, llamados aillarehues, que a su vez eran integrados por diversos clanes familiares de una misma comarca, denominados lofs.

## Historia
La categoría territorial de butalmapu (fütalmapu) no fue nombrada por los primeros cronistas del siglo XVI, lo que no significa que no hayan existido; sino que los españoles no la reconocieron, pese a nombrar como grandes territorios el de los promaucaes, entre Angostura de Paine y el río Maule. Sin embargo, sí hablan de juntas o parlamentos indígenas que congregan a todos los señores de la tierra, como el parlamento de 1541 de Santiago con Michimalonco en que llegaron bajo su mando los loncos (caciques) desde Aconcagua al Maule. Es Francisco Núñez de Pineda y Bascuñán, quien después de estar cautivo entre los mapuches, logra conocer el concepto de «fütalmapu» y lo nombra por primera vez como utanmapu.
En caso de peligro exterior o inicio de campaña militar, los loncos de todos los lofs elegían un jefe militar supremo del butalmapu, llamado gran toqui por los españoles. Este sólo tenía derecho a tomar decisiones bélicas y abandonaba su puesto una vez terminada la campaña. En ocasiones aisladas, el ejercicio del puesto se volvió vitalicio y hasta heredable.

## Diferentes escrituras de la palabra
Al ser una palabra del mapudungun, se encuentran gran cantidad de formas de escritura de la palabra butalmapu, sobre todo en las primeras crónicas coloniales. Así, con diferente fidelidad fonética, se ha escrito la palabra:
- Utanmapu: primera mención española, hecha por Francisco Núñez de Pineda y Bascuñán, en 1673 y Diego de Rosales en Historia general de el Reyno de Chile, Flandes Indiano 1674.
- Uútanmapo: con una etimología diferente (<mapudungun: "tierra levantada" o "tierra de pie")
- Butanmapu: actas del Parlamento de Yumbel (1692).
- Uùthanmapu: Andrés Febrés, Arte de la Lengua General del Reyno de Chille, 1765.
- Vutan mapu: Bernardo Havestadt, Chilidúģu, 1777.
- Uytam Mapu: Fray Antonio de Sors, Historia del Reino de Chile.
- Butalmapu: Parlamento de Tapihue (1774), Vicente Carvallo y Goyeneche. Descripción histórico-geográfica del reino de Chile (1795)
- Vutanmapu: José Pérez García; Historia natural, militar, civil y sagrada del reino de Chile (1810).
- Utralmapu: Aurora de Chile,[2] por Camilo Henríquez, 1812.
- Vutamapu:
- Guitanmapu:
- Güitralmapu:
- Utalmapu
- Bütalmapu:
- Butralmapu:
- Fütal El Mapu

## Los cuatrobutalmapustradicionales
Corresponden a las cuatro grandes divisiones del pueblo mapuche en su territorio más tradicional: la vertiente occidental de los Andes entre los ríos Biobío y Toltén. 
- Lafkenmapu ("territorio marino"): la costa del océano Pacífico y sus islas aledañas. Los mapuches de esta zona suelen ser llamados lafquenches o costinos.[3]
- Lelfünmapu ("territorio de los llanos"): la depresión Intermedia. Sus habitantes eran denominados llanistas o abajinos por los españoles, nagches, nagpuleche o lelfunches para los mapuches.[4]
- Inapiremapu ("territorio junto a la nieve"): los valles de la precordillera de los Andes. Los mapuches de esta zona eran denominados arribanos por los españoles, wenteches o huenteches en mapudungun.[5]
- Piremapu ("territorio de la nieve"): zonas altas de la cordillera de los Andes entre los ríos Itata y Toltén, también llamado Pewenmapu (tierra de las araucarias), tierras habitadas por los pehuenches.

## Butalmapusde existencia dudosa
Aparte de los cuatro tradicionales, con el tiempo se comenzó a hablar de otros butalmapus, producto de la expansión mapuche por la pampa y norte de la Patagonia oriental o fruto de la organización de otras etnias emparentadas con el tronco central mapuche o hablantes de mapudungun.
Se debe acotar que existieron observadores españoles que negaron la existencia de estos nuevos butalmapus, como Vicente Carvallo y Goyeneche quien declaró que:

(...) jamás fueron comprendidos en ella (en la subdivición en butalmapus) los serranos puelches, pehuenches, huilliches y tehueltes.
Vicente Carvallo y Goyeneche

Aun así, no son pocas las menciones que refrendan la existencia de los siguientes butalmapus:

### Actual Argentina
- Puelmapu ("territorio del este"): la vertiente oriental de los Andes, parte de la actual pampa argentina, incursionada por los mapuches desde fines del siglo XVII. De hecho, en el Parlamento de Yumbel (1692) los españoles se entrevistaban oficialmente con representantes del Puelmapu. Pero existe duda sobre la real existencia de este butalmapu, que se interpreta como una invención española para controlar la mapuchización de la pampa, amparándola bajo una figura institucional:

El que en los parlamentos mayores celebrados a lo largo del 1700 sea de suyo atípica la asistencia de un vutamapu "oriental" y que lisa y llánamente se le ignore entre los oficialmente reconocidos por el estado hispano, sugiere que el caso yumbelino de 1692 es completamente coyuntural. Excepcionalidad que, tal vez, se explique dentro de una estrategia o ensayo inicial de la presidencia de Chile dirigido a dar forma e institucionalizar un vutamapu ultrandino, mediante la convocación de toquis, loncos, ulmenes, conas y linajes mapuches del "puelmapu" (país de oriente), a los cuales se pretendía atraer, encantar y después "sujetar", de manera estable, a políticas reguladas de pacificación y convivencia interétnica en las regiones limítrofes.
Eduardo Téllez Lúgaro.

### Huilliches
Entre otros, Ricardo E. Latcham reseñan dos butalmapus más, que corresponden al pueblo huilliche:  
- Huillimapu ("territorio del sur"): sección norte del territorio huilliche entre el río Toltén y el río Bueno.
- Futahuillimapu o Chawra kawin ("gran territorio del sur" o "junta de la chaura"): entre el río Bueno y el seno de Reloncaví.[8]

### Picunches
En el caso de los extintos picunches, al norte del río Itata, recientemente un grupo de intelectuales mapuches ha publicado su sospecha de que también hayan adoptado el butalmapu como forma de organización:

"En muy probable que en la zona del Aconcagua hasta el Mataquito, existiera un Fütalmapu, conducido por el Ñidol Longko Michimalonco, ello a juzgar por lo señalado por Mariño de Lobera, al referirse al parlamento de paz de Santiago, efectuado en 1541, que reunió a los loncos entre la cuenca del Aconcagua hasta el Mataquito bajo el mando de un lonco principal. La estructuración jerárquica de esta junta podría estar dando cuenta de una de la existencia de un Fütalmapu formada por los aillarehues cuyos loncos concurrieron al parlamento. En efecto, al parlamento de Santiago: “... concurrieron los principales capitanes y cabezas del Reino: entre los cuales estaban el capitán Jaujalongo, Chingaymanque, Apoquindo, Butacura (Vitacura), Lampa, Maipolipillán, Colina, Melipilla, Peumo, Pico, Poangue, Cachapoal, Teno, Gualemo, y el General Michimalongo”".
Comisión de Trabajo Autónomo Mapuche

## Butalmapusen 1796
Según un informe demográfico mandado a hacer por el gobernador de Chile, Ambrosio O'Higgins, se dividieron en cuatro butalmapu en 1796 dando los siguientes resultados:
| El informe de 1796: |          |           |             |             |
| Butalmapu           | Caciques | Población | Ayllarehues | Reducciones |
| Costa               | 109      | 39.828    | 8           | 106         |
| Angól               | 50       | 20.678    | 10          | 51          |
| Llanos              | 42       | 24.610    | 11          | 43          |
| Pehuenches          | 28       | 10.321    | 10          | 29          |

## Butalmapusen 1805
Según un informe remitido al rey de España por el fraile Francisco Xavier Ramírez, la situación cinco de los butalmapus era la siguiente en 1805:
| El informe de 1805 |               |                            |                      |
| Butalmapu          | Área          | Rewes (altares y/o clanes) | Habitantes estimados |
| Lafquenmapu        | costa         | 150                        | 40 000               |
| Lelfunmapu         | llanos        | 50                         | 30 000               |
| Inapiremapu        | precordillera | 43                         | 20 000               |
| Piremapu           | cordillera    | 29                         | 10 000               |
| Huillimapu         | sur           | + de 150                   | 12 000               |

Es muy posible que en el informe de Ramírez la estimación de población estuviera muy distante de la realidad, debido al escaso conocimiento existente entre los españoles respecto de la situación de las tierras interiores mapuches.